# جولیت کوتبرت
جولیت کوتبرت (انگلیسی: Juliet Cuthbert؛ زادهٔ ۹ آوریل ۱۹۶۴) دونده اهل جامائیکا بود.
از افتخارات وی میتوان به کسب مدال دو مدال نقره در بازی‌های المپیک تابستانی ۱۹۹۲ و یک مدال برنز در بازی‌های المپیک تابستانی ۱۹۹۶ اشاره کرد.